# مجموعة M51

مجرة الزوبعة أو مسييه 51

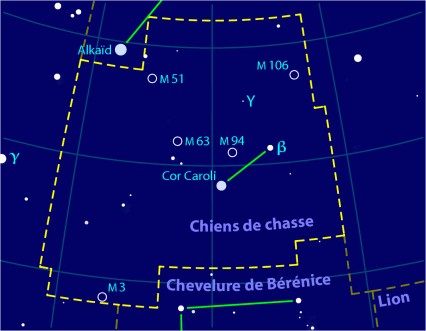
كوكبة السلوقيان وفيها توجد مجرة الزوبعة (إم51).

مجموعة مجرات إم51 أو مجموعة مجرات الزوبعة (بالإنجليزية:M51 Group) هي مجموعة مجرات ترى في كوكبة السلوقيان. وتسمى المجموعة باسم أشدها لمعانا وهي مجرة الزوبعة أو «مسييه 51 A». من الأعضاء الآخرين نجد قرينة مجرة الزوبعة والتي تسمى «مسييه 51 B» الصغيرة بالقرب منها ومجرة عباد الشمس أو «مسييه 63».

## أعضاء المجموعة
يبين الجدول الآتي مجموعة المجرات المنتمية لها، طبقا «لفهرس المجرات القريبة».

| الاسم           | تصنيف مجّري  | مطلع مستقيم (J2000) | الميل (J2000) | انزياح أحمر (كيلومتر/ثانية) | قدر ظاهري |
| --------------- | ----------- | ------------------- | ------------- | --------------------------- | --------- |
| مجرة الزوبعة ب  | SB0 pec     | 13سا 29د 59.6ث      | +47° 15′ 58″  | 465 ± 10                    | 10.5      |
| NGC 5023        | Scd         | 13سا 12د 12.6ث      | +44° 02′ 28″  | 407 ± 1                     | 12.9      |
| NGC 5229        | SB(s)d      | 13سا 34د 02.8ث      | +47° 54′ 56″  | 364 ± 8                     | 14.3      |
| مجرة عباد الشمس | SA(rs)bc    | 13سا 15د 49.3ث      | +42° 01′ 45″  | 504 ± 4                     | 9.3       |
| UGC 8313        | SB(s)c      | 13سا 13د 53.9ث      | +42° 12′ 31″  | 593 ± 4                     | 14.4      |
| UGC 8331        | IAm         | 13سا 15د 30.3ث      | +47° 29′ 56″  | 260 ± 5                     | 14.6      |
| مجرة الزوبعة أ  | SA(s)bc pec | 13سا 29د 52.7ث      | +47° 11′ 43″  | 463 ± 3                     | 9.0       |

بعض الفهارس تذكر أيضا IC 4263 و UGC 8320 كأعضاء في هذا التجمع، ولا يزال البحث جاريا لمعرفة أعضائه بدقة أكثر.

## المجموعات القريبة منه
تقع مجموعة مجرة الزوبعة جنوب شرق مجموعة مسييه 101 ومجموعة NGC 5866 

المسافات بيننا إلى تلك الثلاثة مجموعات - كل على حداها - متساوية مما يشير إلى أنهم جزء من مجموعة أكبر ذات تشكيل ممتد. 
 ولكن طرق تعيين أماكن تلك المجموعات لا زالت تعتبرهم منفصلين عن بعضهم البعض.

## اقرأ أيضا
| - مجرة الزوبعة - علم الفلك للأشعة السينية - التلسكوب الفضائي هيرشل - مجرة عباد الشمس - ذراع حلزوني - سداسية زايفرت - سكوربيوس إكس-1 - قزم أبيض - عملاق أحمر - نجم - نجم نيوتروني | - مجموعة مجرات النحات - مجرة - الانفجار العظيم - خط زمني للانفجار العظيم - ثقب أسود - نابض - نجم متغير - متغير سيفيدي - نجم الدجاجة إكس-1 - قائمة أقرب النجوم إلينا - قائمة أبعد أجرام الكون عنا - مجرة MACS0647-JD |  |